# خلنج حاد
خلنج حاد (الاسم العلمي:Erica acuta) هو نوع من النباتات يتبع جنس الخلنج من الفصيلة الخلنجية.